# Mavrik Bourque
Mavrik Bourque (né le 8 janvier 2002 à Plessisville, dans la province de Québec au Canada) est un joueur professionnel canadien de hockey sur glace. Il évolue au poste d'attaquant.

## Biographie
En 2018-2019, il commence sa carrière junior avec les Cataractes de Shawinigan dans la Ligue de hockey junior majeur du Québec. Il est choisi au premier tour, en 30e position par les Stars de Dallas lors du repêchage d'entrée dans la LNH 2020. En 2020-2021, il joue ses premiers matchs en professionnel avec les Stars du Texas, club-école des Stars de Dallas dans la Ligue américaine de hockey. Le 6 avril 2024 il est rappelé de la ligue américaine de hockey afin de jouer son premier match dans la ligue nationale de hockey contre les Blackhawks de Chicago a Chicago. Pour son premier match, c'est 7 tentatives de tirs en 10 minutes 56 secondes de présence sur la glace. Un but lui sera refusé dans une confusion des arbitres.

## Statistiques
| Saison    | Équipe                   | Ligue |    | Saison régulière | Saison régulière | Saison régulière | Saison régulière | Saison régulière |   | Séries éliminatoires | Séries éliminatoires | Séries éliminatoires | Séries éliminatoires | Séries éliminatoires |
| Saison    | Équipe                   | Ligue | PJ | B                | A                | Pts              | Pun              | PJ               | B | A                    | Pts                  | Pun                  |                      |                      |
| 2018-2019 | Cataractes de Shawinigan | LHJMQ | 64 | 25               | 29               | 54               | 30               | 6                | 2 | 3                    | 5                    | 2                    |                      |                      |
| 2019-2020 | Cataractes de Shawinigan | LHJMQ | 49 | 29               | 42               | 71               | 30               | -                | - | -                    | -                    | -                    |                      |                      |
| 2020-2021 | Cataractes de Shawinigan | LHJMQ | 28 | 19               | 24               | 43               | 36               | 5                | 4 | 2                    | 6                    | 6                    |                      |                      |
| 2020-2021 | Stars du Texas           | LAH   | 6  | 1                | 4                | 5                | 0                | -                | - | -                    | -                    | -                    |                      |                      |
| 2021-2022 | Cataractes de Shawinigan | LHJMQ | 31 | 20               | 48               | 68               | 30               | 16               | 9 | 16                   | 25                   | 8                    |                      |                      |
| 2022-2023 | Stars du Texas           | LAH   | 70 | 20               | 27               | 47               | 18               | 8                | 1 | 3                    | 4                    | 4                    |                      |                      |
| 2023-2024 | Stars du Texas           | LAH   | 71 | 26               | 51               | 77               | 32               | 7                | 3 | 8                    | 11                   | 6                    |                      |                      |
| 2023-2024 | Stars de Dallas          | LNH   | 1  | 0                | 0                | 0                | 0                | 1                | 0 | 0                    | 0                    | 0                    |                      |                      |

## Trophées et honneurs personnels

### Ligue de hockey junior majeur du Québec (LHJMQ)
- 2021-2022 : remporte le trophée Guy-Lafleur (meilleur joueur des séries éliminatoires)